# Tongoloa rubronervis
Tongoloa rubronervis är en flockblommig växtart som beskrevs av Shou Lu Liou. Tongoloa rubronervis ingår i släktet Tongoloa och familjen flockblommiga växter. Inga underarter finns listade i Catalogue of Life.